# Chimera (architettura)

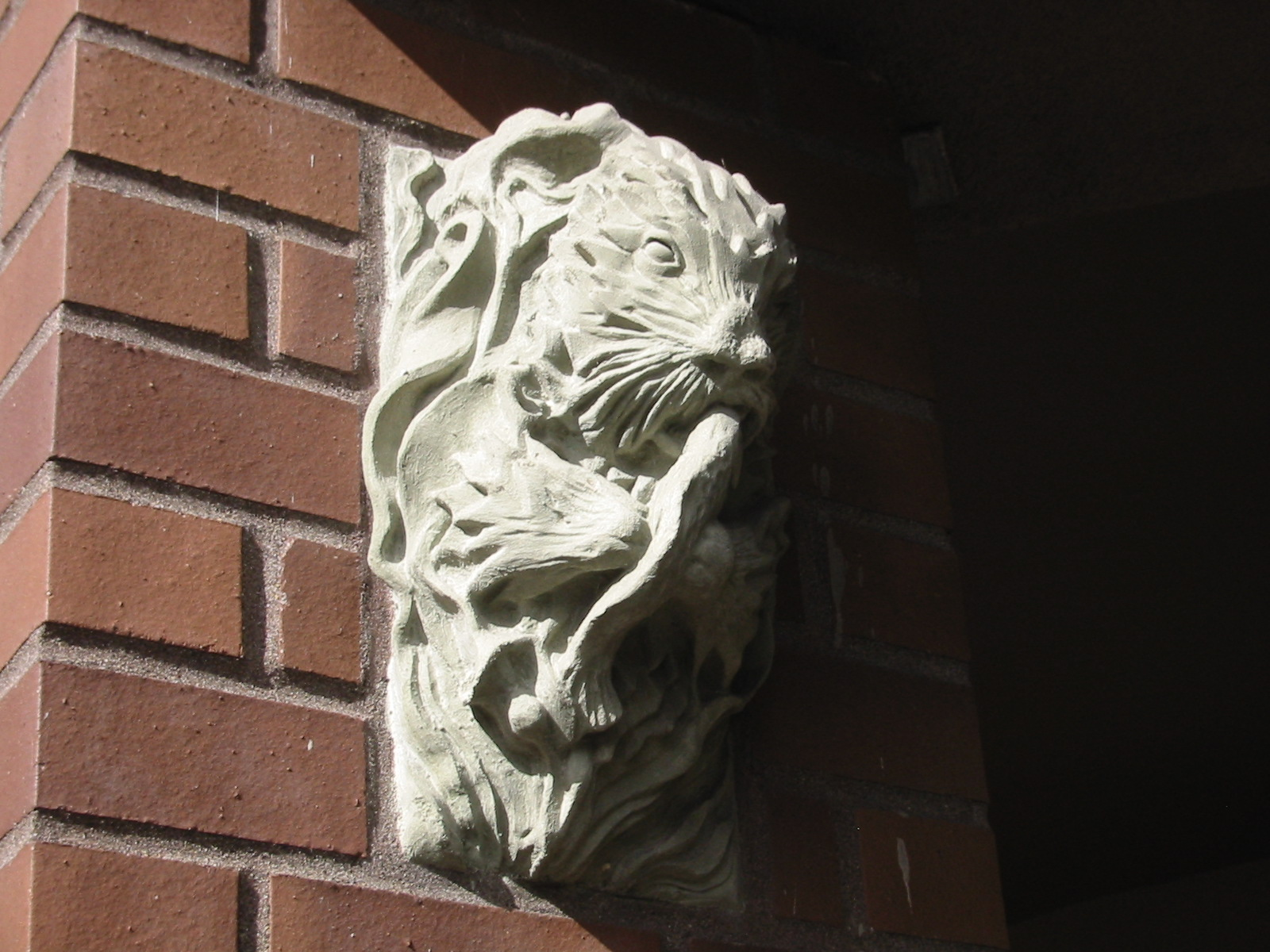
Una "chimera" che richiama un mustelide.

La chimera in architettura è utilizzata per descrivere un elemento decorativo rappresentante una figura fantastica, mitica o grottesca, tendenzialmente zoomorfica. Le chimere sono spesso confuse con le gargolle, queste ultime per lo più creature inquietanti scolpite in particolare con terminazioni a becchi che convogliano l'acqua lontano dai lati degli edifici. Nel Medioevo, soprattutto anglofono, il termine babewyn, derivato dalla parola italiana "babbuino", era impiegato per riferirsi ad entrambe.
Molte celebri architetture storiche presentano delle chimere come principale caratterizzazione, tra queste: villa Palagonia a Bagheria e la casa Gorodeckij di Kiev.